# Therupy
Therupy è un album dei KrunK.

## Tracce
1. Money Changes Everything
2. Song that Wont Go Away
3. Do You Want to Play
4. I Miss You
5. Pink/Soft
6. Funday
7. Life Support
8. Ripped
9. High (In My Little Room)

## Formazione
- Jimmy Ratchitt - Vocals & Guitars
- Athena - Drums
- Dave Whiston - Guitars, Vocals
- Rev Jones* - Bass, Vocals